# Manuel Urdinarrain

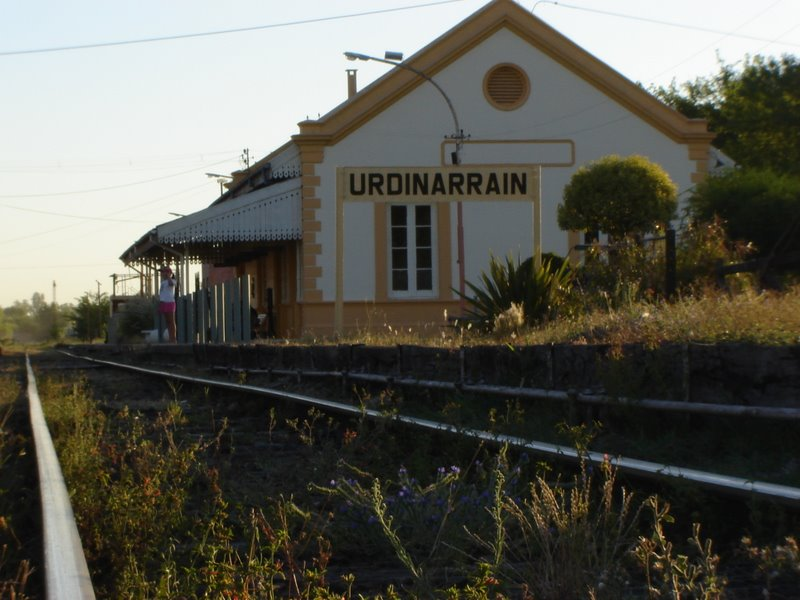
La estación Urdinarrain lleva el nombre en honor al general Manuel Antonio Urdinarrain.

Manuel Antonio Urdinarrain (Concepción del Uruguay, 7 de junio de 1801 - Buenos Aires, 25 de julio de 1869) fue un militar argentino de destacada actuación que acompañó a Francisco "Pancho" Ramírez y a Justo José de Urquiza en sus campañas.

## Biografía
Nació en Concepción del Uruguay en junio de 1800, hijo del alcalde del cabildo de esa villa.
Ingresó como oficial a las milicias de su villa en la época de la guerra entre Artigas y el Directorio, y luchó en varias oportunidades a órdenes de Francisco Ramírez. Combatió en la Cepeda, y al día siguiente fue enviado por el caudillo a Buenos Aires, para llevar la exigencia de deponer al Director José Rondeau y al Congreso, al cabildo de Buenos Aires. Participó en la guerra contra José Artigas, y acompañó como ayudante a Evaristo Carriego, el gobernador que Ramírez colocó en la provincia de Corrientes.
Participó en la breve guerra civil que siguió a la muerte de Ramírez del lado de su hermano, López Jordán, que resultó derrotado. Fue capturado y desterrado a Melincué, en la provincia de Santa Fe, donde sirvió en las luchas contra los indígenas.
Se enroló en el Ejército Republicano para la Guerra del Brasil. Combatió como oficial de caballería en la batalla de Ituzaingó. Regresó en 1827 a Entre Ríos, donde dirigió la represión de la revolución del coronel Cóceres.
En 1830 y en 1831 participó en las dos invasiones de López Jordán a su provincia, con el apoyo del unitario Juan Lavalle: campañas fracasadas, pero que le sirvieron para conocer a otro revolucionario, el después presidente Justo José de Urquiza. Durante el gobierno de Pascual Echagüe sirvió a sus órdenes en Concepción del Uruguay y fue ascendido a teniente coronel.
En 1839 formó una sociedad de comercio con Urquiza y otros socios, y llegó a ser uno de sus mejores amigos. No participó en la guerra contra el llamado segundo ejército correntino contra Rosas, pero cuando Urquiza fue elegido gobernador, en 1842, fue nombrado comandante del departamento Concordia, y salió a campaña.
Participó en la Batalla de Arroyo Grande y cruzó al Uruguay. Derrotó al coronel Federico Báez en Paso del Polanco. En 1844 derrotó a Medina en Puntas del Sauce, y enseguida acompañó a Urquiza en la victoria de India Muerta, que significó la derrota definitiva de Fructuoso Rivera. A órdenes del general Servando Gómez tomó la ciudad de Salto. Por sufrir una enfermedad grave, no participó en la campaña de Corrientes.
Echó las bases del pueblo de Federación: el 20 de marzo de 1847, el comandante interino del pueblo y departamento de Mandisoví, coronel Manuel Antonio Urdinarrain, residente en Concordia y bajo el mando del gobernador Justo José de Urquiza decía a su superior lo siguiente "...antes de ayer regrese después de haber delineado y amojonado el nuevo pueblo de Mandisoví".
Apoyó el Pronunciamiento de Urquiza en 1851 y participó de la campaña de pacificación al Uruguay. Fue el jefe de tres divisiones de caballería en la batalla de Caseros, por la que fue ascendido al grado de general. Acompañaba al general José Miguel Galán cuando estalló la revolución del 11 de septiembre de 1852 en Buenos Aires, y fue tomado prisionero. Logró huir y acompañar al general Urquiza en su retirada a Paraná. Participó en la defensa de su provincia contra la invasión de Juan Madariaga y Manuel Hornos.
Cuando Urquiza se unió al sitio de Buenos Aires, establecido por el general Hilario Lagos, quedó como jefe del ejército entrerriano y gobernador provisorio. Prestó servicios diplomáticos entre el gobernador correntino Juan Pujol y el gobierno de la Confederación Argentina.
En 1856 fue inspector general de armas de la Confederación, y electo senador nacional. Cuatro años más tarde, presidió la convención constituyente de su provincia y el consejo de instrucción pública; después pasó a ser diputado nacional.
No participó en las batallas de Cepeda ni Pavón, y quedó como gobernador delegado durante esas dos campañas.
En 1865 dirigió la represión de los desertores de la división entrerriana que se negó a ser enviada a la guerra del Paraguay — es decir, casi la totalidad de sus efectivos — y ordenó fusilar a siete soldados. Pero el hecho se repitió al poco tiempo. Pasó a retiro en 1866.
Colaboró con la compra de acciones para el Ferrocarril Entrerriano, y al inaugurarse el ramal que se extiende desde Paraná hasta Federico Lacroze, el gobernador Basavilbaso impuso su nombre a la Estación que dio origen a la ciudad que hoy lleva el mismo nombre.
Falleció en julio de 1869.